# 蒙特格里诺-瓦尔特拉瓦利亚
蒙特格里诺-瓦尔特拉瓦利亚（義大利語：Montegrino Valtravaglia），是意大利瓦雷泽省的一个市镇。总面积10平方公里，人口1411人，人口密度141.1人/平方公里（2009年）。国家统计（ISTAT）代码为012103。